# Ce n'est qu'un début
Pour plus de détails, voir Fiche technique et Distribution.
Ce n'est qu'un début est un documentaire français réalisé par Jean-Pierre Pozzi et Pierre Barougier et sorti en 2010.

## Synopsis
Dans une école maternelle du Mée-sur-Seine, située dans une ZEP de Seine-et-Marne, une institutrice met en place un atelier philosophique pour faire réfléchir les enfants, dès l'âge de 3 ans, aux diverses questions qui préoccupent les êtres humains tout au long de leur vie : l'amour, la liberté, la mort, l'autorité, la différence ou encore l'intelligence.

## Fiche technique
- Titre : Ce n'est qu'un début
- Réalisation : Jean-Pierre Pozzi et Pierre Barougier
- Scénario : Jean-Pierre Pozzi, Pierre Barougier et Cilvy Aupin
- Montage : Jean Condé
- Photographie : Jean-Pierre Pozzi et Pierre Barougier
- Société de production : Ciel de Paris Productions
- Société de distribution : Le Pacte
- Pays d'origine :  France
- Langue originale : français
- Format : couleur - 35 mm - 1,85 : 1 - Dolby SRD
- Durée : 1h42
- Dates de sortie :
  -  France : 6 juillet 2010 (Festival de La Rochelle) - 11 juillet 2010 (Festival Paris Cinéma) - 1er août 2010 (Festival du film de Lama) - 17 novembre 2010 (sortie nationale)
  -  États-Unis : 9 octobre 2010 (Festival de Hamptons)

## Distribution
Les enfants de la classe de maternelle de l'école Jacques-Prévert de Le Mée-sur-Seine, leur maîtresse Pascaline Dogliani, la directrice Isabelle Duflocq.

## À propos du film
- Cilvy Aupin, productrice du film, a eu l'idée de ce documentaire après avoir entendu en 2007 une citation de Michel Onfray : « Les enfants sont tous philosophes, seuls certains le demeurent »[2].
- Dans les Cahiers du cinéma, Thierry Méranger estime que la réussite du film tient moins « à la polémique qu'à la valorisation de la transmission et de l'éveil de l'esprit critique ». Ce n'est qu'un début, ajoute-t-il, « révèle sa puissance pédagogique et subversive en incluant à la réflexion plusieurs séquences, dans la cour de récréation ou en famille, qui refusent de se contenter d'un filmage à la Entre les murs»[3].